# Héctor Mendizábal Pérez
Héctor Mendizabal Pérez (San Luis Potosí, San Luis Potosí, 1969). Es un político mexicano, miembro del Partido Acción Nacional, fue Senador por San Luis Potosí de 2008 a 2009 en sustitución de Alejandro Zapata Perogordo.
Héctor Mendizabal es Licenciado en Administración Financiera egreado del Instituto Tecnológico y de Estudios Superiores de Monterrey campus Chihuahua, y tiene una maestría en Administración y Política Pública en la Carnegie Mellon University en Pittsburgh, Pensilvania. Desempeñó su profesión en varias empresas como ABACO Grupo Financiero y GCM Consultures, además fue director de la Licenciatura en Administración Financiera en el ITESM Campus Ciudad de México, en el que también se desempeñó como docente. En la Comité Ejecutivo Estatal del PAN en San Luis Potosí ha ocupado los cargos de Secretario de Relaciones en 1995, Secretario de Estudios de 2002 a 2003, Secretario Geneneral de 2004 a 2006 y Presidente estatal de 2006 a 2008.
Fue elegido primer regidor del Ayuntamiento de San Luis Potosí de 2004 a 2006 y suplente del senador Alejandro Zapata Perogordo en 2006, asumió la titularidad de la senaduría en 2008 al solicitar licencia Zapata para ser precandidato del PAN a Gobernador de San Luis Potosí.
Actualmente es Precandidato por el Partido Acción Nacional a la Presidencia Municipal de San Luis Potosí